# Ghettobusters
Ghettobusters (Originaltitel: I’m Gonna Git You Sucka) ist eine US-amerikanische Filmkomödie von Regisseur Keenen Ivory Wayans aus dem Jahr 1988.

## Handlung
Als Jake Spade vom Militärdienst bei der United States Army entlassen wird und nach Hause zurückkehrt, erfährt er von einer Mordserie im Ghetto, der auch sein Bruder Junebug zum Opfer gefallen ist. Alle starben unter dem Gewicht von riesigen Goldketten. Drahtzieher der Morde ist der Gangsterboss und Drogenhändler Mr. Big, der nun auch Junebugs Witwe unter Druck setzt, für ihn als Prostituierte zu arbeiten.
Jack und John Slade, sein Idol der 1970er Jahre, sammeln Helfer um sich, um den Kampf gegen Mr. Big aufzunehmen. Darunter ist auch der frisch aus dem Gefängnis entlassene Zuhälter Flyguy. Gemeinsam befreien sie das Ghetto aus dessen Herrschaft.

## Hintergrund
Regisseur und Drehbuchautor Wayans basierte sein Regiedebüt auf Blaxploitation-Filmen der 1970er Jahre wie Shaft und Ein Fall für Cleopatra Jones. Er besetzte mehrere Blaxploitation-Stars wie Antonio Fargas, Bernie Casey, Jim Brown und Isaac Hayes. Seine Brüder Damon, Marlon und Shawn treten in Nebenrollen auf.

## Kritik
Auf Rotten Tomatoes hat der Film eine positive Rate von 62 %.
Roger Ebert gab dem Film nur einen Stern, die schlechteste Bewertung in seinem System. Er bemängelte, dass die Komödie so gut wie überhaupt nicht in der Lage sei, witzig zu sein. 

„I’m Gonna Git You Sucka" (…) is almost completely incapable of being funny.“